# Rivalità Biaggi-Rossi
La rivalità Biaggi-Rossi si riferisce al dualismo sportivo, spesso animato da scontri in pista e fuori, che ha contraddistinto le carriere dei piloti motociclistici italiani Valentino Rossi e Max Biaggi, che corsero insieme nel motomondiale tra la fine degli anni novanta e la metà dei duemila.
Il rapporto tra i due fuoriclasse è stato per decenni al centro dell'attenzione della stampa specialistica venendo soprannominato all'estero spaghetti duel, o sfida degli spaghetti.

## Gli inizi
L'inizio della rivalità viene fatto risalire alla gara della Classe 125 disputata sul circuito del Mugello nel 1997 e vinta da Valentino Rossi. In quell'occasione Rossi, per festeggiare la vittoria con un'esibizione goliardica in omaggio ai suoi tifosi, percorse il giro d'onore portando con sé sulla motocicletta una bambola gonfiabile con le sembianze di Claudia Schiffer.
In quel periodo, Biaggi era al centro dell'attenzione sui rotocalchi rosa per via di una relazione con la modella Naomi Campbell e il giro di pista con la bambola fu percepito dai media come un'allusione ironica al "divismo" di Biaggi.

Al termine del vittorioso Gran Premio d'Italia 1997, Rossi festeggia esibendo come sfottò una bambola gonfiabile somigliante a Claudia Schiffer, in risposta alla presunta liason tra Biaggi e Naomi Campbell.

In alcune interviste in quei primi anni di motomondiale, Rossi venne paragonato dalla stampa a Biaggi per via dei suoi trionfi sulle moto da 125 così come Biaggi dominava da anni la 250. Quando un giornalista chiese a Rossi se si sentisse "il Biaggi della 125cc", rispose:
La rivalità continuò a distanza fino al 2000, anno in cui entrambi i piloti disputarono il mondiale 500, e proseguì nel 2001, l'ultimo anno prima del cambio di denominazione in MotoGP.

## La rivalità in pista
Biaggi nel 2001 era reduce da alcune stagioni povere di successi, attribuibili, a suo dire, in gran parte all'inadeguatezza tecnica della propria Yamaha, mentre la stampa ne cominciava a legare il declino al sempre maggiore avvicinamento al mondo dello star-system. Rossi invece, nonostante fosse arrivato da poco alle moto di grande cilindrata con il team ufficiale Honda, stava iniziando a raccogliere i primi successi nella classe regina.
Sin dall'inizio del campionato 2001, Biaggi e Rossi erano considerati tra i favoriti per la vittoria finale, e alla rivalità personale tra i piloti si aggiungeva la storica rivalità tra le case motociclistiche giapponesi.
Durante la prima gara del campionato, il GP del Giappone disputato l'8 aprile, in gara, dopo alcuni tentativi di sorpasso, Rossi tentò un ulteriore attacco ai danni di Biaggi all'esterno dell'ultima curva dopo la chicane, venendo però fermato da quest'ultimo con un gesto ai limiti del regolamento: Biaggi allargò il gomito, causando un pericoloso fuoripista di Rossi, che rientrando indenne in pista, nel giro successivo alla prima curva sferrò un sorpasso ai limiti del regolamento, sfiorando pericolosamente la leva del freno anteriore di Biaggi, fortunatamente senza conseguenze. Dopo aver superato Biaggi, Rossi rivolse all'avversario un gesto del dito medio, mentre era piegato in curva.
Nelle interviste del dopo gara, Rossi attribuì l'urto ad un atto volontario di Biaggi, e confermò l'intento sprezzante del gesto rivolto all'avversario dopo il sorpasso. Biaggi invece giustificò il gesto come "manovra istintiva" al fine di evitare la collisione tra le due moto e conseguente probabile bloccaggio del freno anteriore di Rossi, quindi un normale contatto in gara. Il fatto fu oggetto di un'inchiesta della Federazione Motociclistica Internazionale che ritenne l'accaduto privo di scorrettezze, e se Rossi ribadì di considerare corretto il proprio comportamento, Biaggi dichiarò di considerare la questione chiusa.
Le acque si calmarono fino al GP di Barcellona, disputato il 17 giugno dello stesso anno in cui Rossi aveva vinto tre gare contro una vittoria di Biaggi a Le Mans ma grazie anche al ritiro di Valentino nella gara precedente al Mugello e con il terzo posto di Biaggi, il pilota romano guadagnò qualche punto per raggiungere Valentino, per la gara a Barcellona che si concluse con tre italiani sul podio: Rossi, Biaggi e Capirossi. Finita la gara, i tre piloti si recarono al podio sopraelevato per la premiazione: stando a quanto riportato dalle ricostruzioni della stampa, Biaggi, salendo sulla stretta scala d'accesso, urtò (non si sa se involontariamente o meno) Gibo Badioli, manager e grande amico di Rossi. Quest’ultimo spintonò a sua volta Biaggi, il quale rispose con un altro spintone, quindi venne lanciata una bottiglietta d'acqua su Biaggi, mentre nel frattempo Rossi rivolse una frase offensiva nei confronti di Biaggi che, aggredito sia verbalmente che fisicamente da più persone, ebbe una nervosa reazione ai danni di Rossi, causando una rissa tra i due piloti italiani, fortunatamente separati dai dirigenti di gara prima di arrivare allo scontro fisico. Il presidente della federazione internazionale Francesco Zerbi, in seguito a questi gesti antisportivi, si rifiutò di consegnare i premi vinti.
Dopo l'episodio, Rossi attribuì il proprio coinvolgimento al comportamento di Biaggi, mentre quest'ultimo giustificò la propria posizione come conseguenza di quelle che definì come le provocazioni causate volontariamente da Badioli e Rossi, ma soprattutto dalla presenza dello stesso Badioli in un'area troppo stretta dove, a suo parere, non avrebbe dovuto esserci nessuno oltre ai piloti. Entrambi i piloti chiamarono in causa la tensione del momento, e si dichiararono amareggiati. La Federazione di nuovo minacciò sanzioni, ma non intervenne: prima della gara successiva del GP di Assen, i due piloti si strinsero la mano e dichiararono che la vicenda era finita.
Rossi e Biaggi condussero il campionato lottando per le prime posizioni, ma senza altri screzi, finché dopo la pausa estiva Rossi riuscì a distanziare definitivamente l'avversario per via di due cadute nel gran premio di Brno e dell'Estoril. Rossi vinse il titolo iridato con due gare d'anticipo, al GP d'Australia.

### Gli anni in MotoGP
La rivalità tra i due continuò anche con l'introduzione della classe MotoGP con motori quattro tempi da 1000cc. Infatti, nel GP d'Inghilterra 2002 sul circuito di Donington, grazie al vantaggio su Biaggi, per festeggiare la vittoria salutando il pubblico in maniera bizzarra, Rossi passò molto lentamente sotto la bandiera a scacchi, seduto trasversalmente sul serbatoio e senza appoggio su pedane e manubri di sterzo. Nel frattempo, Biaggi sopraggiunse da dietro velocemente sul rettilineo fino alla bandiera a scacchi, passando molto vicino a Rossi con abbondante differenza di velocità. L'accaduto infastidì Rossi che, nell'intervista per la TV italiana di Mediaset a Paolo Beltramo, rivolse una frase pungente nei confronti di Biaggi:
Biaggi invece si giustificò affermando di essere sopraggiunto ad alta velocità perché era ancora in gara e per non farsi superare da Alex Barros che si trovava subito dietro. Rossi accettò quindi la giustificazione, scusandosi con Biaggi. Dopo un periodo di sane battaglie agonistiche tra cui alcune epiche, come i GP di Germania, Repubblica Ceca e Sud Africa tra 2003 e 2004, nel GP d'Italia 2005 i due piloti italiani ingaggiarono un ultimo memorabile duello a suon di sorpassi, in cui entrambi furono anche autori di lecite "manovre furbe" e "gesti piccanti" ai danni dell'avversario. Duello che alla fine si risolse con la vittoria di Rossi e una sportiva stretta di mano finale tra i due campioni, che dall'anno successivo videro divise le loro strade, in quanto Biaggi non trovò più alcun ingaggio in MotoGP.

## Altre manifestazioni
Ad inizio del gennaio 2006 entrambi si cimentarono a bordo di una F1. Biaggi provò infatti a Silverstone la Midland (con la quale si pensava fosse in trattativa per un ruolo di collaudatore) mentre Rossi la Ferrari, nei test ufficiali di Valencia. Il pesarese commise però un grave errore durante il primo giro e di ciò approfittò Biaggi per deriderlo, ricordandogli che lui aveva guidato con pioggia senza alcuna sbavatura.
Nel 2007, dopo il Gran Premio della Turchia di MotoGP, Biaggi dichiarò: "Rossi? Ha fatto ridere" per via delle sue polemiche contro Toni Elías ricordando il suo contatto con Sete Gibernau a Jerez 2005.
Nel 2008, durante la gara del mondiale Superbike di Misano, alla domanda del giornalista sulla Superbike, Rossi dichiarò: "La Superbike mi piace, c'è molta lotta e le gomme finiscono presto. [...] Se ci correrei mai? Beh, forse quando sarò troppo vecchio per la MotoGP". Non si fece attendere la replica di Biaggi che dichiarò: "Mi piacerebbe vedere Rossi in Superbike, contrariamente alla MotoGP, queste sono gare vere e genuine, dove si fanno pochi complimenti nei sorpassi".

## Gli ultimi anni e i ritiri
Negli ultimi anni, tuttavia, la rivalità tra i due piloti sembrerebbe essersi affievolita. Diverse volte si sono scambiati messaggi di stima e rispetto reciproco attraverso i media. Dopo il GP di Montmelò del 2009, nel corso del quale Rossi si aggiudicò la vittoria superando Lorenzo all'ultima curva, fu chiesto a Biaggi cosa ne pensasse di tale manovra. Il romano parlò di "un sorpasso da fenomeno". Più recentemente Biaggi parlando della sua rivalità con Rossi ha affermato di essere disposto a lasciarsi alle spalle gli attriti che hanno caratterizzato il loro rapporto. Il romano giustificava questa sua nuova presa di posizione nei confronti del rivale sostenendo che sono entrambi divenuti persone mature e non partecipando più al medesimo campionato del Mondo, non vi è alcuna ragione per cui continuare sulla falsariga degli anni passati. Biaggi ha riconosciuto le qualità e i meriti di Rossi sostenendo che potrebbe aver svolto un lavoro migliore del suo. Infine ha paragonato la loro rivalità a quella tra Bartali e Coppi, considerandola nel suo complesso un elemento positivo per il motociclismo in quanto avrebbe fatto riguadagnare popolarità a questo sport.
Rossi dal canto suo ha più volte dato prova di una certa distensione nei confronti di Biaggi tant'è che nel 2010, quando il romano si laureò Campione del Mondo della SBK, gli fece i complimenti senza alcun tipo di accenno polemico. Dopo il secondo titolo mondiale Superbike, vinto nel 2012, Biaggi annuncia il ritiro dalle competizioni. Rievocando i momenti che più hanno segnato la sua carriera, Biaggi ricorda quella con Rossi come "una bella rivalità".
Con un post su Facebook del 5 agosto 2021, Max Biaggi commenta la notizia del ritiro dalle competizioni di Valentino Rossi spiegando gli elementi del loro profondo antagonismo e riferendosi alla maturità personale subentrata con il passare del tempo, augurandosi persino che i due campioni possano un giorno trovarsi serenamente «insieme a sorridere nel ricordo di quei momenti».